# Стефан (кнез Босне)
Кнез Стефан Босански је био владар средњовјековне Босне у последњим деценијама 11. вијека. Љетопис попа Дукљанина га помиње као вазала српског краља Константина Бодина (1081–1101). У остацима тврђаве у околини Зенице пронађене су 1931. године камене плоче у које је био уклесан лик владара и натпис на глагољичном писму: „Стефан, кнез босански.“ Година у којој је настала плоча није забиљежена, али је каснијим анализама, 2007. године, утврђено да је стара између 8. и 11. вијека.
Према најстаријим дубровачким аналима, Стефан је као Бодинов вазал учествовао у опсади Дубровника 1094/95. године. Према наводима Љетописа попа Дукљанина, после смрти краља Бодина, око 1099, један од претендената на престо, Кочапар, покушао је да се домогне власти у Дукљи, ослањајући се на рашког жупана Вукана. Како је, међутим, осјетио опасност и с те стране, Кочапар се склонио у Босну, гдје се оженио ћерком босанског бана, али је убрзо погинуо ратујући у Захумљу.

## Извори и литература
Извори
- Кунчер, Драгана (2009). Gesta Regum Sclavorum. 1. Београд-Никшић: Историјски институт, Манастир Острог.
- Живковић, Тибор (2009). Gesta Regum Sclavorum. 2. Београд-Никшић: Историјски институт, Манастир Острог.
- Мијушковић, Славко, ур. (1988) [1967]. Љетопис попа Дукљанина (2. изд.). Београд: Просвета & Српска књижевна задруга.
- Шишић, Фердо, ур. (1928). Летопис Попа Дукљанина. Београд-Загреб: Српска краљевска академија.

Литература
- Живковић, Тибор (2006). Портрети српских владара (IX-XII век). Београд: Завод за уџбенике и наставна средства.
- Живковић, Тибор (2008). „Бан Борић”. Зборник за историју Босне и Херцеговине. 5: 49—60.
- Мргић, Јелена (2008). Северна Босна: 13-16. век. Београд: Историјски институт.
- Ћирковић, Сима (1964). Историја средњовековне босанске државе. Београд: Српска књижевна задруга.
- Fine, John Van Antwerp Jr. (1991) [1983]. The Early Medieval Balkans: A Critical Survey from the Sixth to the Late Twelfth Century. Ann Arbor, Michigan: University of Michigan Press.